# Alpes da Adula
Os Alpes da Adula (em italiano:  Alpi dell'Adula) é um maciço montanhoso que faz parte dos Alpes Ocidentais na sua secção dos Alpes Lepontinos e se encontra em parte no Lombardia em Itália, e em parte no cantão do Ticino e no cantão dos Grisões na Suíça. O ponto mais alto é Rheinwaldhorn com 3 402 m.

## Situação
A Norte tem o os Alpes Glaroneses , a Leste os Alpes do Plessur, os Alpes da Platta, e os   Alpes da Bernina separados pelo Colo de Spluga, a Sul os Pré-Alpes Comasche, a Oeste Alpes do Ticino e Verbano e os Alpes do Monte Leone e do São Gotardo.
À sua volta encontra-se o Colo de Spluga, o Lago de Como, o Passo San Jorio o Rio Ticino, o Passo do Lukmanier, a cidade de Disentis, Rio Reno e a comuna suíça de Splügen.

## SOIUSA
A Subdivisão Orográfica Internacional Unificada do Sistema Alpino (SOIUSA) criada em 2005, dividiu os Alpes em duas grandes partes:Alpes Ocidentais e Alpes Orientais, separados pela linha formada pelo Rio Reno - Passo de Spluga - Lago de Como - Lago de Lecco.
O conjunto dos Alpes do Monte Leone e do São Gotardo, Alpes do Ticino e Verbano, e Alpes da Adula formam os Alpes Lepontinos

### Classificação SOIUSA
Segundo a SOIUSA este acidente orográfico é uma Sub-secção alpina com as seguintes características
- Parte = Alpes Ocidentais
- Grande sector alpino = Alpes Ocidentais-Norte
- Secção alpina = Alpes Lepontinos
- Sub-secção alpina = Alpes da Adula
- Código = I/B-10.III

## Imagens

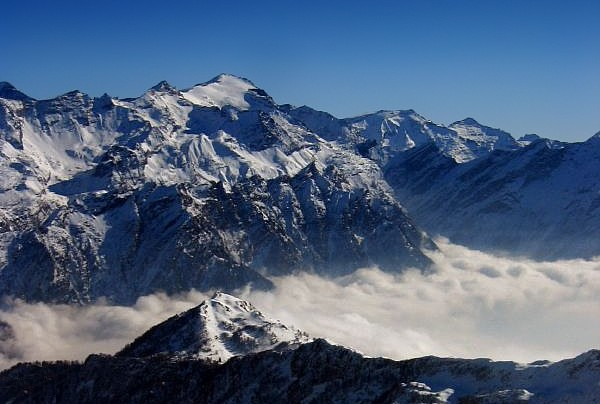
A Adula